# Hamae
Hamae era un santuario ubicato a circa tre miglia da Cuma, dove avvenne una battaglia delle armate dei Campani, alleati di Annibale nella guerra contro l'antica Roma. In questo luogo c'era un tempio dedicato a Cibele, il cui culto fu introdotto dai greci a Cuma, presumibilmente, nel VI secolo avanti Cristo.
Livio affermò che i campani cercavano di impadronirsi di Cuma tentando di convincere i cittadini a ribellarsi ai romani. Ma poi dato che ciò non avveniva, allora prepararono un inganno per conquistare la città. I capuani invitarono il senato di Cuma presso il santuario di Hamae per partecipare ad una cerimonia religiosa, i cumani accettarono ma avvisarono i romani. La cerimonia religiosa durava ormai da tre giorni, quando il comandante romano Gracco decise di attaccare facendo strage dei campani che nello scontro persero circa duemila uomini.
L’individuazione del tempio di Hamae è avvolto da secoli di mistero. Secondo alcuni studi si troverebbe nei dintorni della zona della torre di San Severino a Giugliano.